# Bellmanhistoria

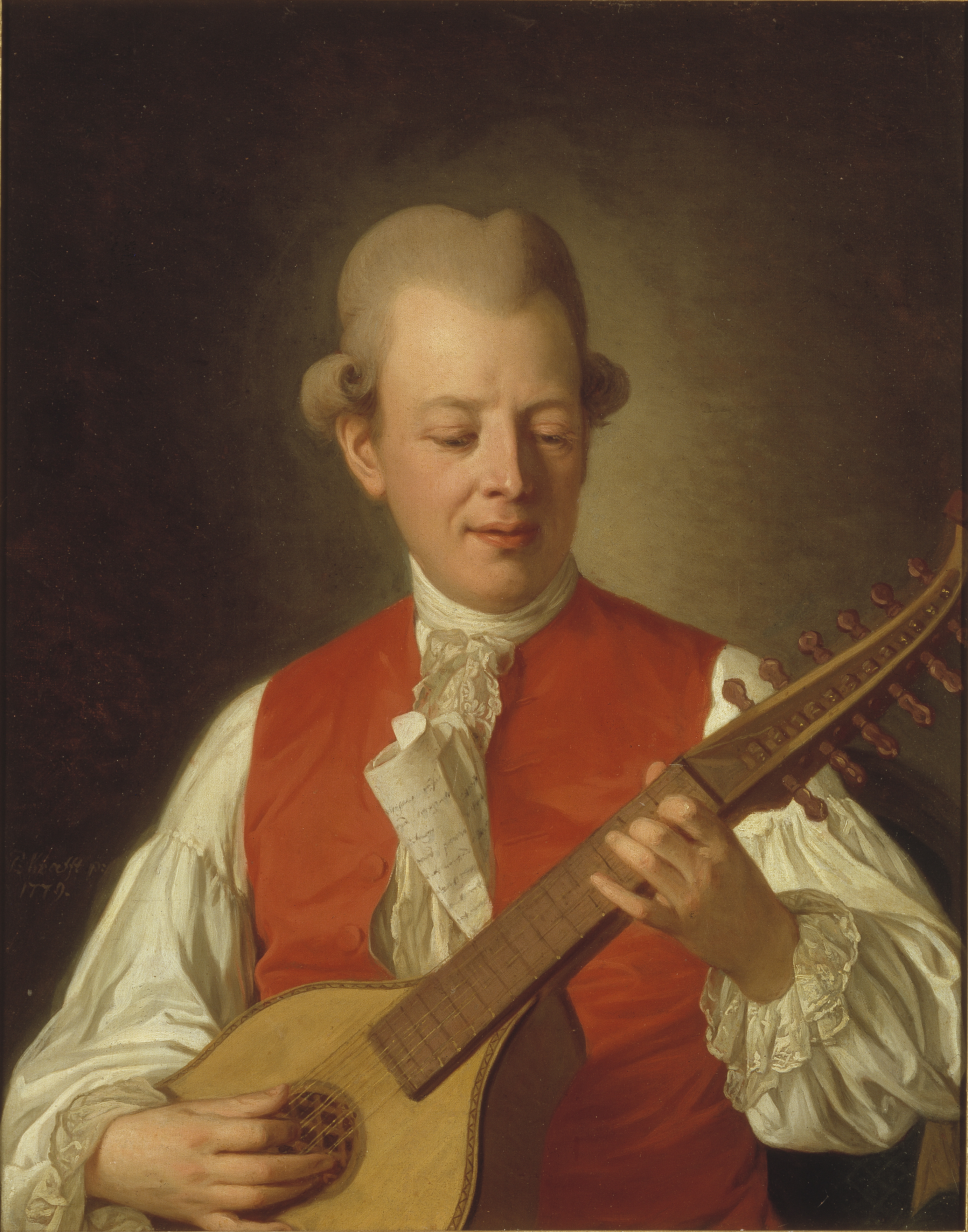
Bellman porträtterad av Per Krafft.

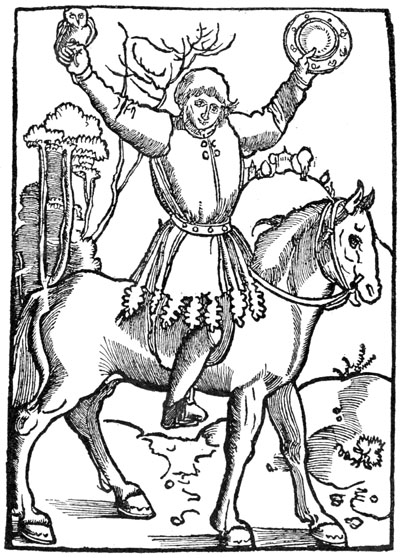
Titelbladet till den första utgåvan av Till Eulenspiegel, 1515.

Bellmanhistorier kallas en typ av roliga historier som framför allt är vanliga bland barn i skolåldern. Historierna handlar ofta om Bellman och två utländska medborgare (exempel: "Bellman, tysken och dansken"). Slutpoängen är då relaterad till ett vad mellan de tre, där figuren Bellman tack vare sina ovanliga förmågor avgår med segern. Kopplingen till den historiska personen Carl Michael Bellman är sekundär eller helt frånvarande. På senare år verkar vetskapen om varifrån namnet alls kommer ha gått närmast helt förlorat, nu är det vanligt att barnen säger "en rysk, en tysk och en Bellman".

## Historik
Folklivsforskaren Bengt af Klintberg menar att historierna har sin upprinnelse i det faktum att Carl Michael Bellman redan under sin livstid blev känd för sin förmåga att improvisera kvicka verser. En stor del av denna tillfällighetsdiktning gavs ut i tryck ett par årtionden efter hans död i boken Fredmans handskrifter (1813). De äldre Bellmananekdoterna utmynnar ofta i en starkt frispråkig vers, lagd i Bellmans mun, men är definitivt inte författade av honom. De äldsta anekdoterna som finns utgivna handlar om Bellmans fattigdom och hans försök att få kungen, Gustav III, att vara mer frikostig.

I förordet till Bellmans Valda skrifter (1835) återger utgivaren Per Adolf Sondén en historia ur ett brev från 1808, skrivet av en av Bellmans samtida:
 "Bellman skulle en vinterdag ha mött kungen, som undrade varför han gick så tunnklädd. Bellman svarade: 'Jag kan i underdånighet försäkra Eders Majestät att jag har hela min garderob på mig.'"
I boken Svenska anekdoter eller karakteristiska drag och infall (1837) ingår fyra Bellmanshistorier, bland annat:
"På sin dödsbädd spänner Bellman upp ett paraply över sig, hustrun och barnen och säger: 'Å Gudskelov, nu kan jag dö nöjd, när jag ser att ni allesammans har tak över huvudet!'" 

Sondén skriver vidare i förordet till Valda skrifter: 
"Ehuru Bellman levat så nära vår tid, hava dock många sagolika traditioner om honom blifvit satte i omlopp. Ibland allmogen hör man stundom berättelser om infall och upptåg, som tillskrifvas Bellman, ehuru de till en del äro bevisligen äldre."
  Bellmans visor om dryckenskap och hans bibelparodier gjorde att han kom att uppfattas som ett slags hovnarr vid Gustav III:s hov. På så vis anser af Klintberg att han övertog en tradition med upptåg som varit känd sedan 1600-talet genom traditionen kring den medeltida figuren Till Eulenspiegel.

## Varianter
Det typiska för Bellmanhistorier är att de ofta kretsar kring området "kiss och bajs" eller är av sexuell karaktär.
De moderna Bellmanhistorierna går, enligt af Klintberg, att dela in i tre typer:
1. Bellman och överheten
2. Bellman och två utlänningar, oftast en ryss och en tysk, alternativt en norsk och en dansk
3. Övriga

Typ 1
Exempel: "Bellman ska uppför en backe med en skottkärra. Skottkärran är tung och Bellman svär. En präst kommer förbi och säger: Du får inte svära, Bellman, för då kommer du inte upp till himlen. - Jag skall inte upp till himlen, jag skall upp för backen, säger Bellman."
Typ 2
Typ 2 anser af Klintberg vara av modernare snitt och de återfinns också i andra länder där Bellman inte alls är inblandad. Exempel: "Bellman och ryssen och tysken diskuterar om vem som har de längsta flaggstängerna. Hos oss är flaggstängerna så höga att de når upp till molnen, säger ryssen. Hos oss når de högre än molnen, säger tysken. Våra flaggstänger är så höga att de petar Gud i arslet, säger Bellman."